# پرچم نیجر
پرچم نیجر برای اولین بار در ۲۳ نوامبر ۱۹۵۹ به رسمیت شناخته شد. به‌عنوان پرچم ملی شناخته می‌شود و همچنین دارای تناسب ۶:۷ می‌باشد.

## نگارخانه